# Incalidia gestroi
Incalidia gestroi is een keversoort uit de familie bladsprietkevers (Scarabaeidae). De wetenschappelijke naam van de soort is voor het eerst geldig gepubliceerd in 1907 door Janson.